# Algorithme éponyme
Algorithme éponyme est l'ouvrage poétique d'Hélène Nicolas, jeune femme autiste, qui prend le nom de Babouillec, capable ni de parole, ni d'écriture et cloitrée dans un silence durant 20 ans.
Son histoire et son texte marquent fortement le metteur en scène Pierre Meunier qui imagine une mise en spectacle de son œuvre et est invité au Festival d'Avignon. Celui-ci est présenté à la Chartreuse dans le cadre du festival d'Avignon 2015 et connaît un succès notable.